# The Lazy Song
Singles de Bruno Mars
Grenade
(2010) Lighters
(2011)
The Lazy Song est une chanson de Bruno Mars extraite de son premier album studio Doo-Wops & Hooligans. Il s'agit du troisième single officiel de cet album. La chanson a été écrite par Bruno Mars, K'naan, Philip Lawrence et Ari Levine et a été produite par ces deux derniers. La musique reggae y est dominante.
En novembre 2020, le clip vidéo atteint les deux milliards de visionnages sur YouTube.

## Classements
| Chart (2011)                            | Meilleure position |
| --------------------------------------- | ------------------ |
| Allemagne (Media Control AG)            | 9                  |
| Australie (ARIA)                        | 6                  |
| Autriche (Ö3 Austria Top 40)            | 4                  |
| Belgique (Flandre Ultratop 50 Singles)  | 4                  |
| Belgique (Wallonie Ultratop 50 Singles) | 7                  |
| Espagne (PROMUSICAE)                    | 21                 |
| Danemark (Tracklisten)                  | 1                  |
| Finlande (Suomen virallinen lista)      | 14                 |
| France (SNEP)                           | 11                 |
| Hongrie (Single Top 40)                 | 7                  |
| Italie (FIMI)                           | 10                 |
| Nouvelle-Zélande (RMNZ)                 | 3                  |
| Pays-Bas (Nederlandse Top 40)           | 11                 |
| Suède (Sverigetopplistan)               | 19                 |
| Suisse (Schweizer Hitparade)            | 5                  |
| Royaume-Uni (UK Singles Chart)          | 1                  |
| Royaume-Uni (UK R&B Chart)              | 1                  |
| US Billboard Hot 100                    | 4                  |

### Certifications
| Pays             | Organisme | Certification | Vente     |
| ---------------- | --------- | ------------- | --------- |
| Allemagne        | BVMI      | Or            | 150 000   |
| Australie        | ARIA      | 3 × Platine   | 210 000   |
| Belgique         | BEA       | Or            | 15 000    |
| Canada           | CRIA      | 4 × Platine   | 320 000   |
| Danemark         | IFPI      | 3 × Platine   | 90 000    |
| États-Unis       | RIAA      | 3 × Platine   | 3 262 000 |
| Italie           | FIMI      | Platine       | 30 000    |
| Nouvelle-Zélande | RIANZ     | Platine       | 15 000    |
| Royaume-Uni      | BPI       | 2 × Platine   | 600 000   |
| Suisse           | IFPI      | Platine       | 30 000    |

|}

## Historique des sorties
| Pays       | Date            | Format           | Label                             |
| ---------- | --------------- | ---------------- | --------------------------------- |
| États-Unis | 15 février 2011 | Mainstream radio | Atlantic Records, Elektra Records |